# جنگ شوروی و لهستان
جنگ شوروی و لهستان مجموعه درگیری‌های مسلحانه میان شوروی، جمهوری خلق اوکراین و جمهوری دوم لهستان است که از فوریه ۱۹۱۹ تا مارس ۱۹۲۱ به طول انجامید. مهمترین دلیل شعله‌ور شدن این درگیری بر سر کنترل مناطق غربی اوکراین و بلاروس امروزی بود.
یوزف پیلسودسکی که در آنزمان رهبری کشور لهستان را در دست داشت، موقعیت را برای پیش بردن مرزهای لهستان به سمت شرق مناسب می‌دید تا بتواند سدی در برابر قدرت گیری دوباره آلمان و روسیه ایجاد کند. در سوی دیگر لنین لهستان را به مثابه پلی می‌دید که از طریق آن می‌توانست به دیگر نهضت‌های کمونیستی یاری برساند و انقلاب را به اروپا ببرد. در سال ۱۹۱۹ لهستان در جنگ لهستان و اوکراین پیروز شد و نواحی عمده‌ای را در غرب اوکراین به تصرف خود درآورد. در شرق نیز نیروهای ارتش سرخ اندک اندک دست بالاتر را در مقابل روس‌های سفید پیدا می‌کردند و به سمت غرب در حال پیش‌روی بودند.
در ماه آوریل سال ۱۹۲۰ تهاجم نیروهای لهستانی به کیف آغاز شد اما با شروع ضد حمله ارتش سرخ در تابستان نیروهای لهستانی طی چند ماه تا پایتختشان ورشو عقب نشینی کردند. در اوت همان سال سقوط ورشو حتمی به نظر می‌رسید اما طی یک نبرد سنگین نیروهای لهستانی موفق شدند یک پیروزی معجزه آسا را در نبرد ورشو کسب کنند. پس از این نبرد و با شروع پیشروی دوباره لهستانی‌ها به سمت شرق در اکتبر دولت شوروی تقاضای صلح و پایان مخاصمات را اعلام کرد.
در پایان این درگیری‌ها، یک معاهده صلح رسمی مشهور به صلح ریگا در ۱۸ مارس ۱۹۲۱ به امضا رسید. بر اساس این معاهده مناطق مورد مناقشه میان لهستان و شوروی تقسیم گردید و لهستان دویست کیلومتر فراتر از آن چیزی که پیشتر بر اساس خط کرزن مشخص شده بود را به دست آورد. این درگیری پس از جنگ جهانی اول و قبل از جنگ جهانی دوم صورت گرفت. به همین دلیل در زمره درگیری‌های میان جنگ جهانی شمرده می‌شود. قسمت اعظم مناطق و خاک مورد مناقشه در پیمان صلح ریگا به لهستان اختصاص داده شده بود که پس از جنگ جهانی دوم به خاک اتحاد جماهیر شوروی الحاق گردید.

## نگارخانه

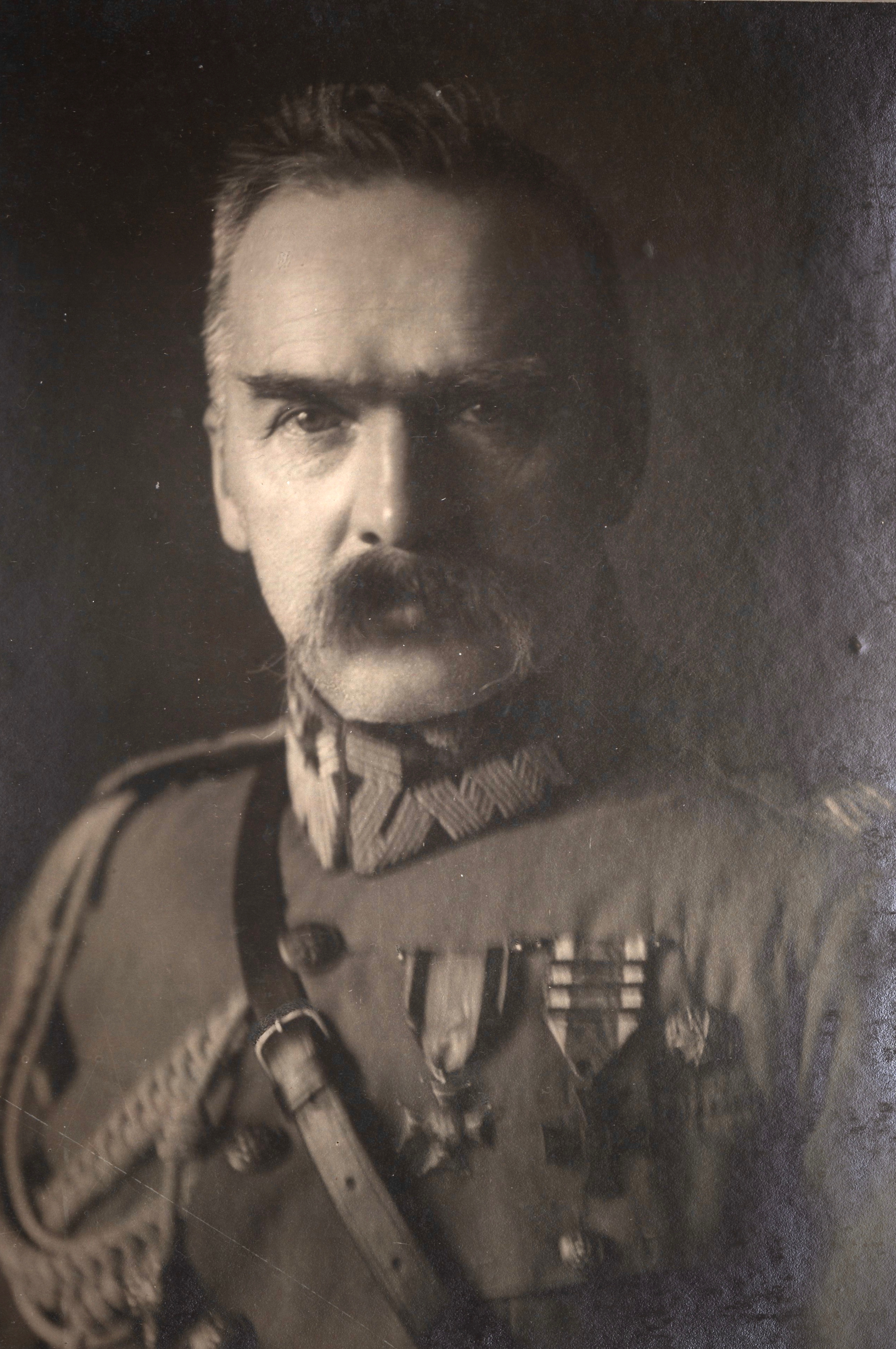
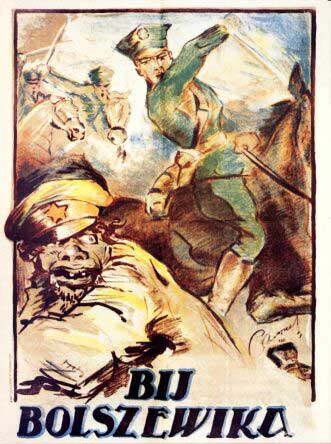
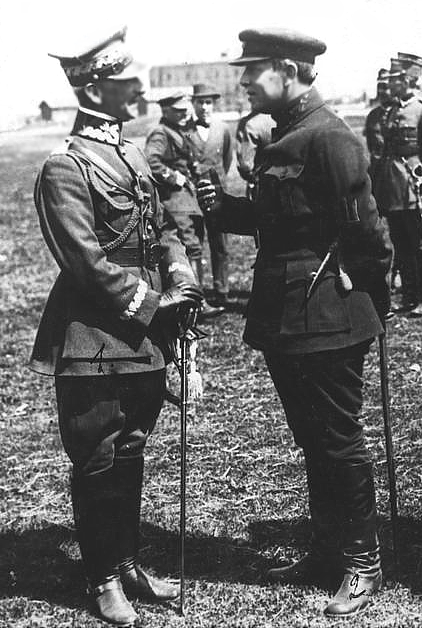
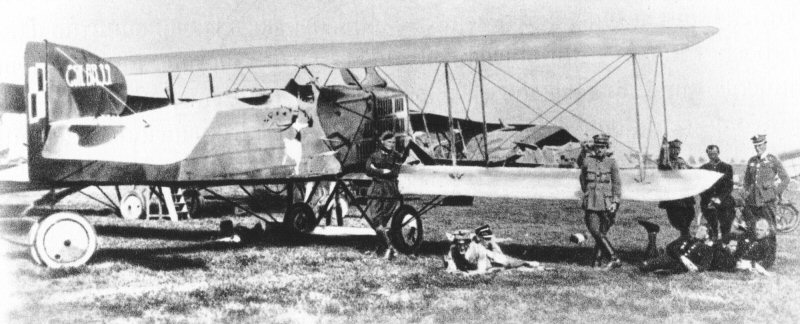
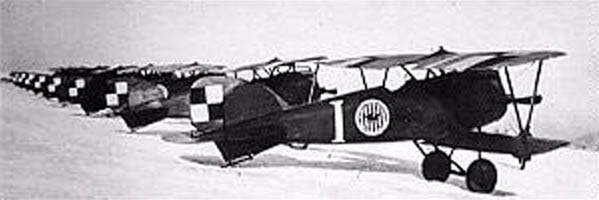
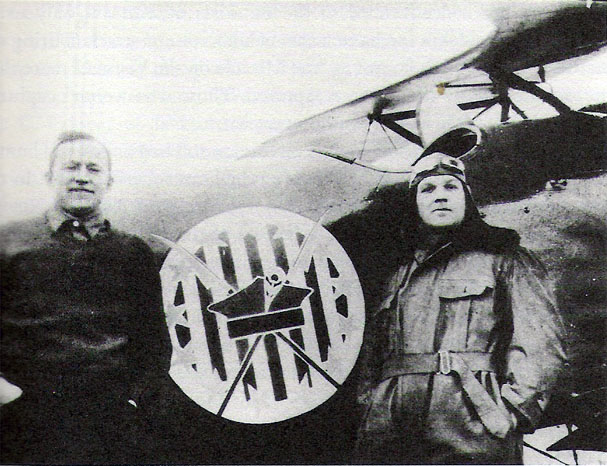
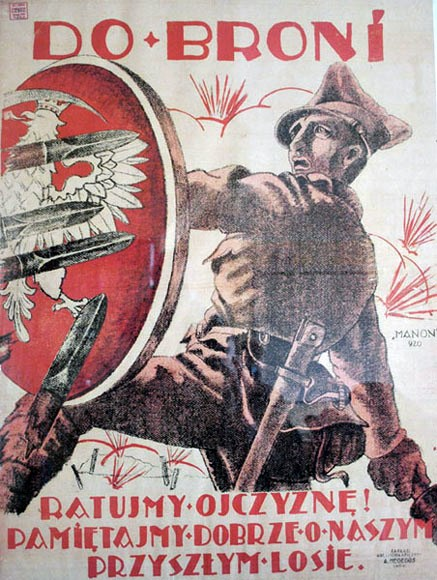
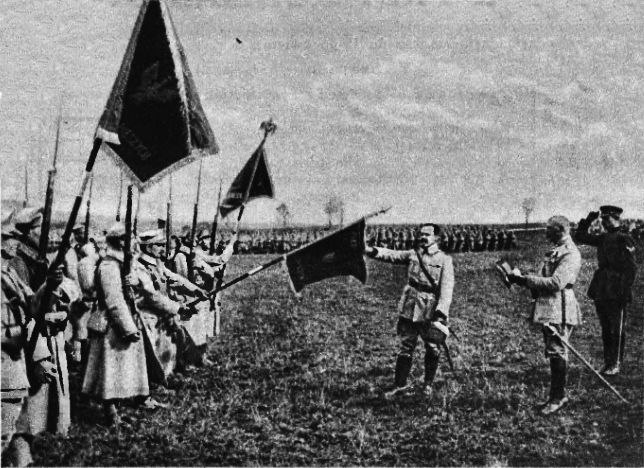
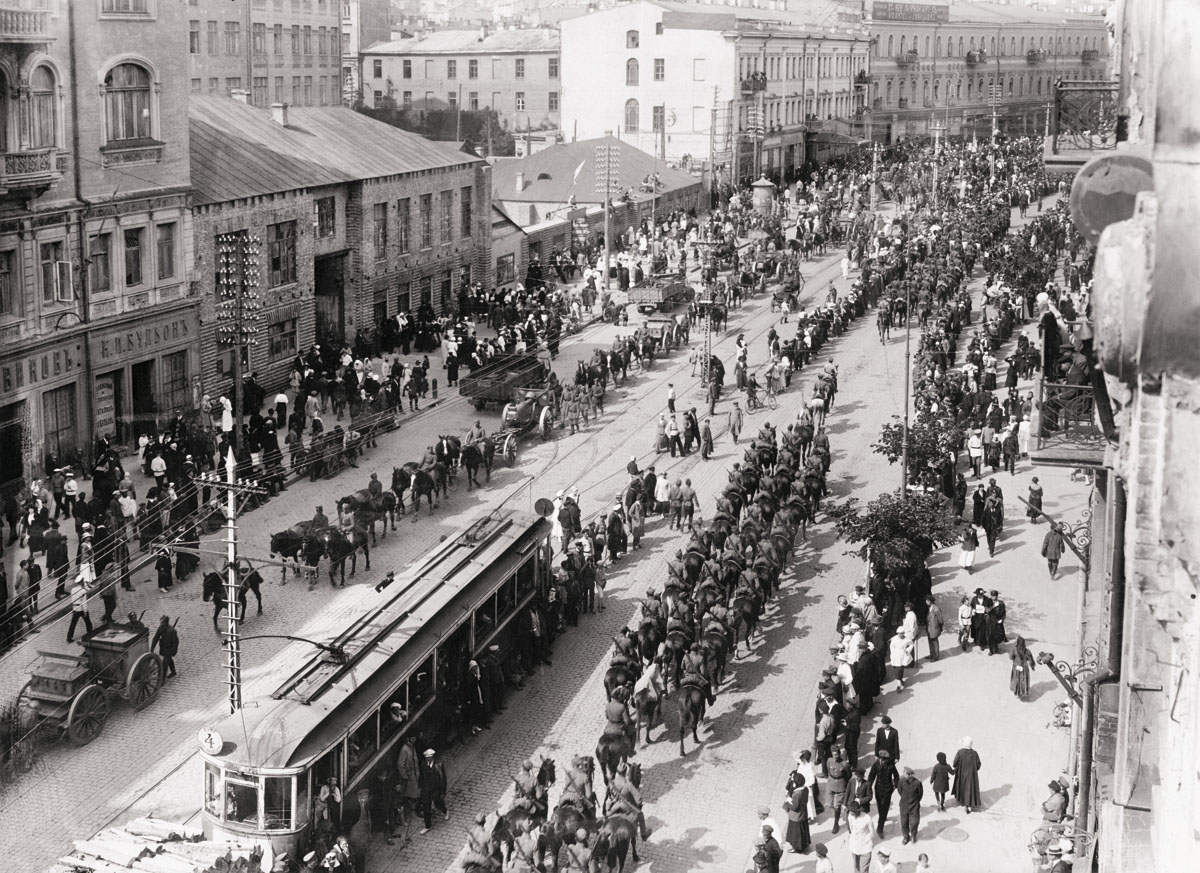
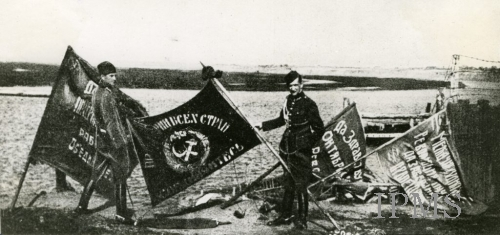
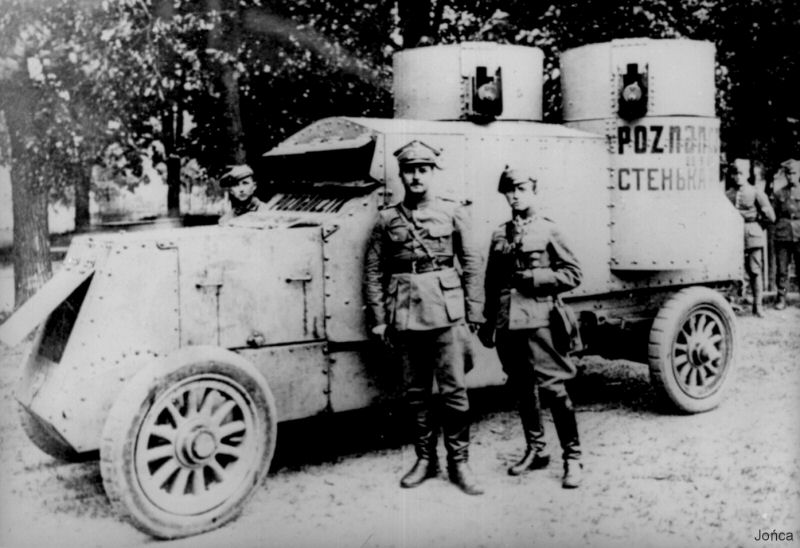
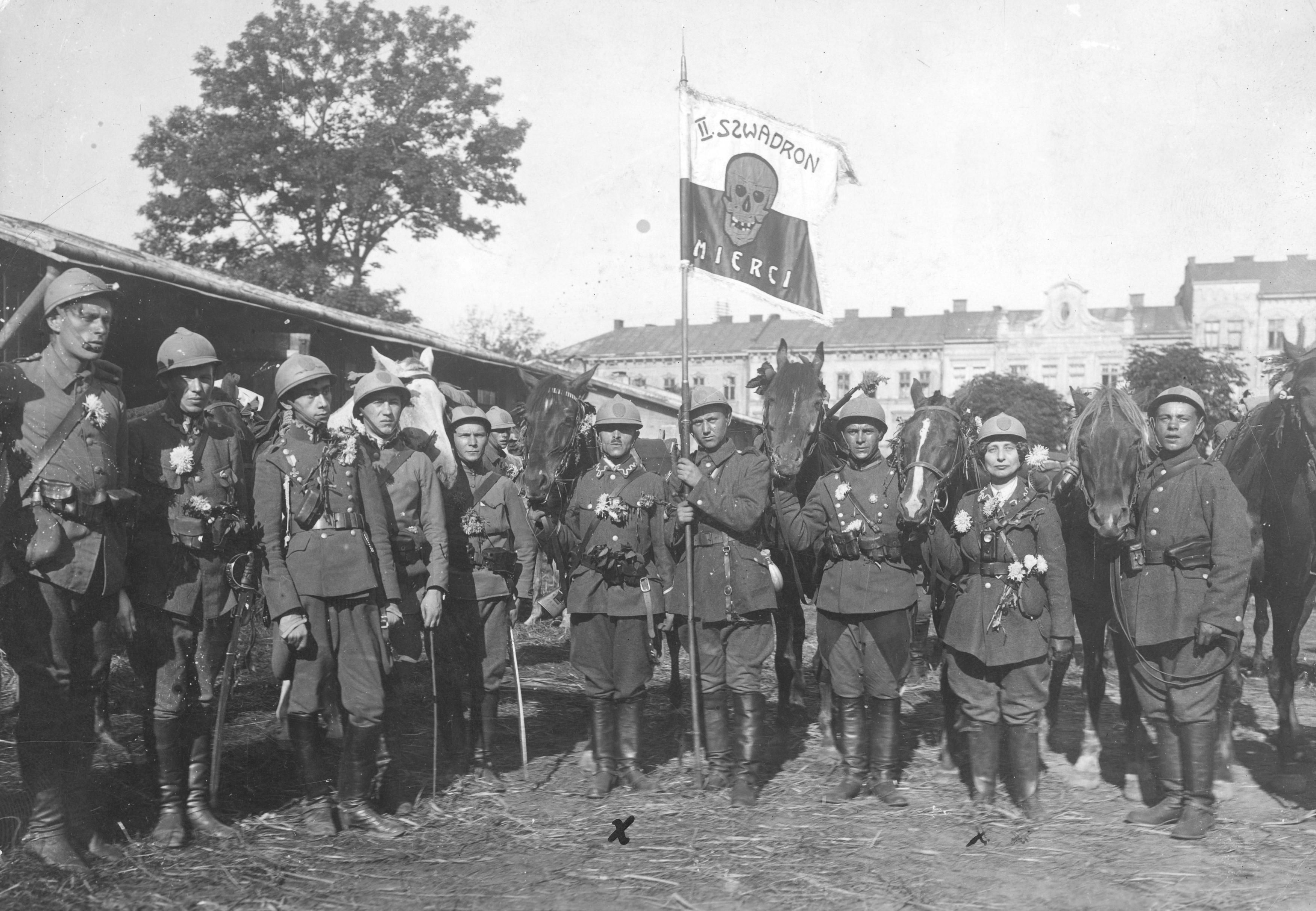
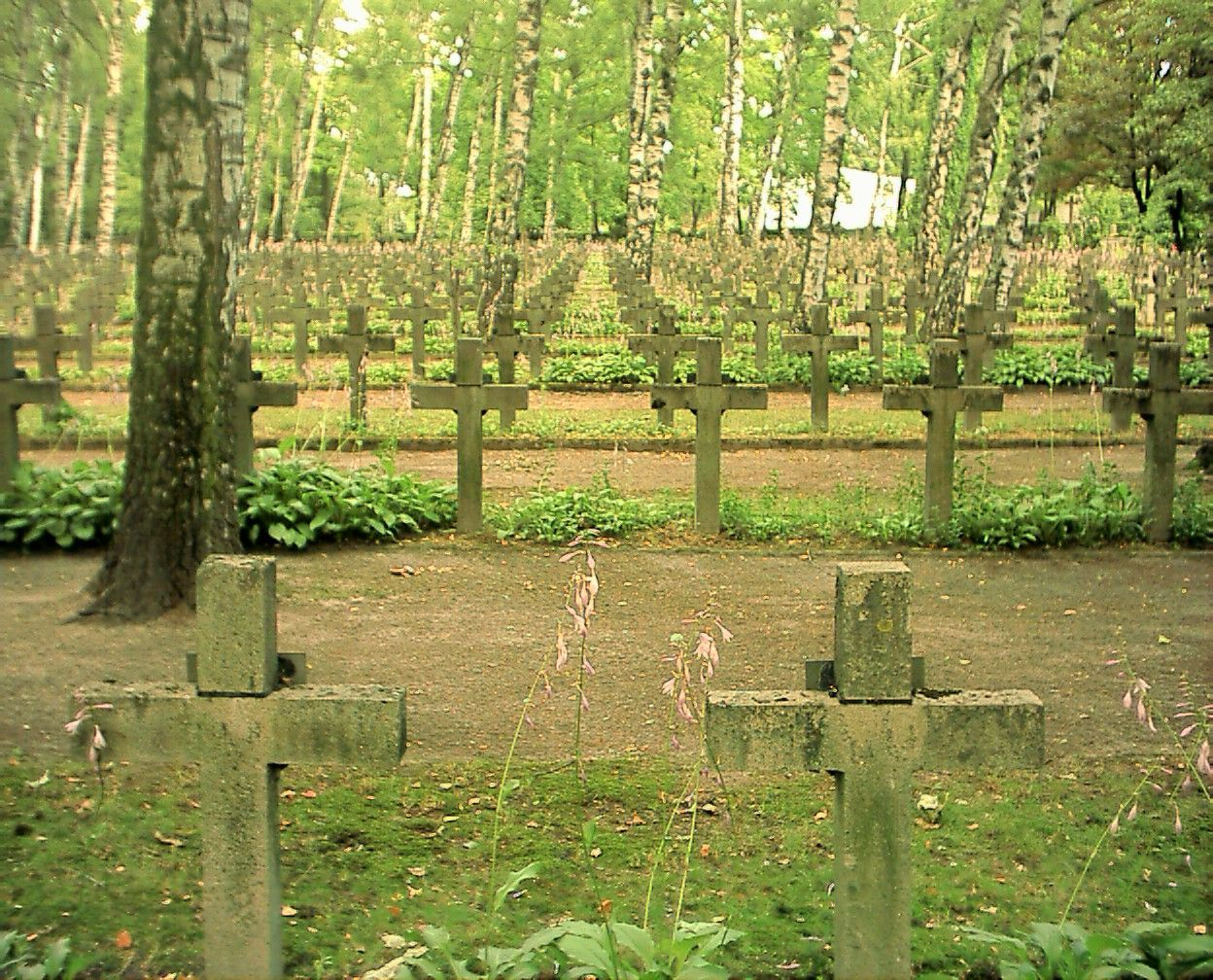